# Jan Johansson
Jan Johansson (Söderhamn, 16 september 1931 – Jönköping, 9 november 1968) was een Zweedse jazzpianist en componist. Eind jaren 50 was hij aan de bekende jazzclub Montmartre in Kopenhagen verbonden, waar hij met Stan Getz en andere Amerikaanse jazzmusici speelde. Hij gold als een van de meest beloftevolle Europese pianisten. Zijn stijl werd origineel en smaakvol genoemd.
In 1963 nam hij met bassist Georg Riedel het album Jazz på svenska ("Jazz op z'n Zweeds") op met jazzbewerkingen van Zweedse volksmuziek, waarmee hij bekendheid bij het grote publiek verwierf. De plaat wordt als een moderne klassieker beschouwd en is tot op heden een steady seller in Zweden en de overige Scandinavische landen.
Als componist schreef hij werk voor ballet, film, radio en tv, onder andere voor de televisieserie Pippi Langkous en bijhorende films.
Johansson kwam op 37-jarige leeftijd om het leven bij een auto-ongeluk in Småland.
Zijn 2 zonen, Anders Johansson (drummer bij de Zweedse powermetal band HammerFall) en Jens Johansson (toetsenist bij de Finse powermetal band Stratovarius), runnen Heptagon Records, een platenlabel dat het werk van hun vader beschikbaar stelt. De Amerikaanse hiphopgroep Non Phixion samplede "Bandura" voor hun lied "Skum". De Zweedse progressieve metalband Opeth benoemde hem als een invloed voor de instrumentale titeltrack voor hun album Heritage.
Hij werd in 2014 opgenomen in de Swedish Music Hall of Fame.
- Bibsys: 4104210
- Biblioteca Nacional de España: XX1636345
- Bibliothèque nationale de France: cb13923635k (data)
- Gemeinsame Normdatei: 121859185
- International Standard Name Identifier: 0000 0000 5942 5856
- Library of Congress Control Number: no98014601
- MusicBrainz: 7d623f63-56d0-4c44-915f-7aefc30301f9
- Nationale Bibliotheek van Tsjechië: xx0182836
- Istituto Centrale per il Catalogo Unico: UM1V042274
- LIBRIS: 292685
- Système universitaire de documentation: 078619262
- Virtual International Authority File: 29720067
- WorldCat: E39PBJc3PwHHhDJ83q7g8MKw4q